# Võ Thị Ánh Xuân
Võ Thị Ánh Xuân (ur. 18 stycznia 1970 w Thới Sơn) – wietnamska polityk, członek Komitetu Centralnego Komunistycznej Partii Wietnamu, od 6 kwietnia 2021 wiceprezydent i od 18 stycznia 2023 pełniąca obowiązki prezydenta kraju, po ustąpieniu z urzędu ze względu na korupcję dotychczasowego prezydenta Nguyễna Xuâna Phúca do wyboru i zaprzysiężenia nowego prezydenta Võ Văn Thưởng 2 marca 2023. Po rezygnacji prezydenta Võ Văn Thưởng 20 marca 2024 ponownie objęła funkcję tymczasowej prezydent.